# Scotognapha
Scotognapha Dalmas, 1920 è un genere di ragni appartenente alla famiglia Gnaphosidae.

## Distribuzione
Le 14 specie note di questo genere sono state reperite alle isole Canarie.

## Tassonomia
Non sono stati esaminati esemplari di questo genere dal 2011.
Attualmente, a dicembre 2015, si compone di 14 specie:
1. Scotognapha arcuata Wunderlich, 2011 — Isole Canarie
2. Scotognapha atomaria Dalmas, 1920 — Isole Canarie
3. Scotognapha brunnea Schmidt, 1980 — Isole Canarie
4. Scotognapha canaricola (Strand, 1911) — Isole Canarie
5. Scotognapha convexa (Simon, 1883)[2] — Isole Canarie
6. Scotognapha costacalma Platnick, Ovtsharenko & Murphy, 2001 — Isole Canarie
7. Scotognapha galletas Platnick, Ovtsharenko & Murphy, 2001 — Isole Canarie
8. Scotognapha haria Platnick, Ovtsharenko & Murphy, 2001 — Isole Canarie
9. Scotognapha juangrandica Platnick, Ovtsharenko & Murphy, 2001 — Isole Canarie
10. Scotognapha medano Platnick, Ovtsharenko & Murphy, 2001 — Isole Canarie
11. Scotognapha paivai (Blackwall, 1864) — Salvage (Isole Canarie)
12. Scotognapha taganana Platnick, Ovtsharenko & Murphy, 2001 — Isole Canarie
13. Scotognapha teideensis (Wunderlich, 1992) — Isole Canarie
14. Scotognapha wunderlichi Platnick, Ovtsharenko & Murphy, 2001 — Isole Canarie

### Sinonimi
- Scotognapha bewickei (Blackwall, 1864); posta in sinonimia con S. paivai (Blackwall, 1864) a seguito di un lavoro degli aracnologi Platnick, Ovtsharenko & Murphy del 2001[1].
- Scotognapha gravieri Dalmas, 1920; posta in sinonimia con S. atomaria Dalmas, 1920 a seguito di un lavoro degli aracnologi Platnick, Ovtsharenko & Murphy del 2001.